# سيمبوليكس
هي شركة معلوماتية أمريكية تأسست في 1979 من طرف روبرت نوفتسكر والتي كان هدفها تسوق حواسيب ليسب المخصصة لمخابر الذكاء الإصطناعي للمعهد ماساتشوستس للتقنية

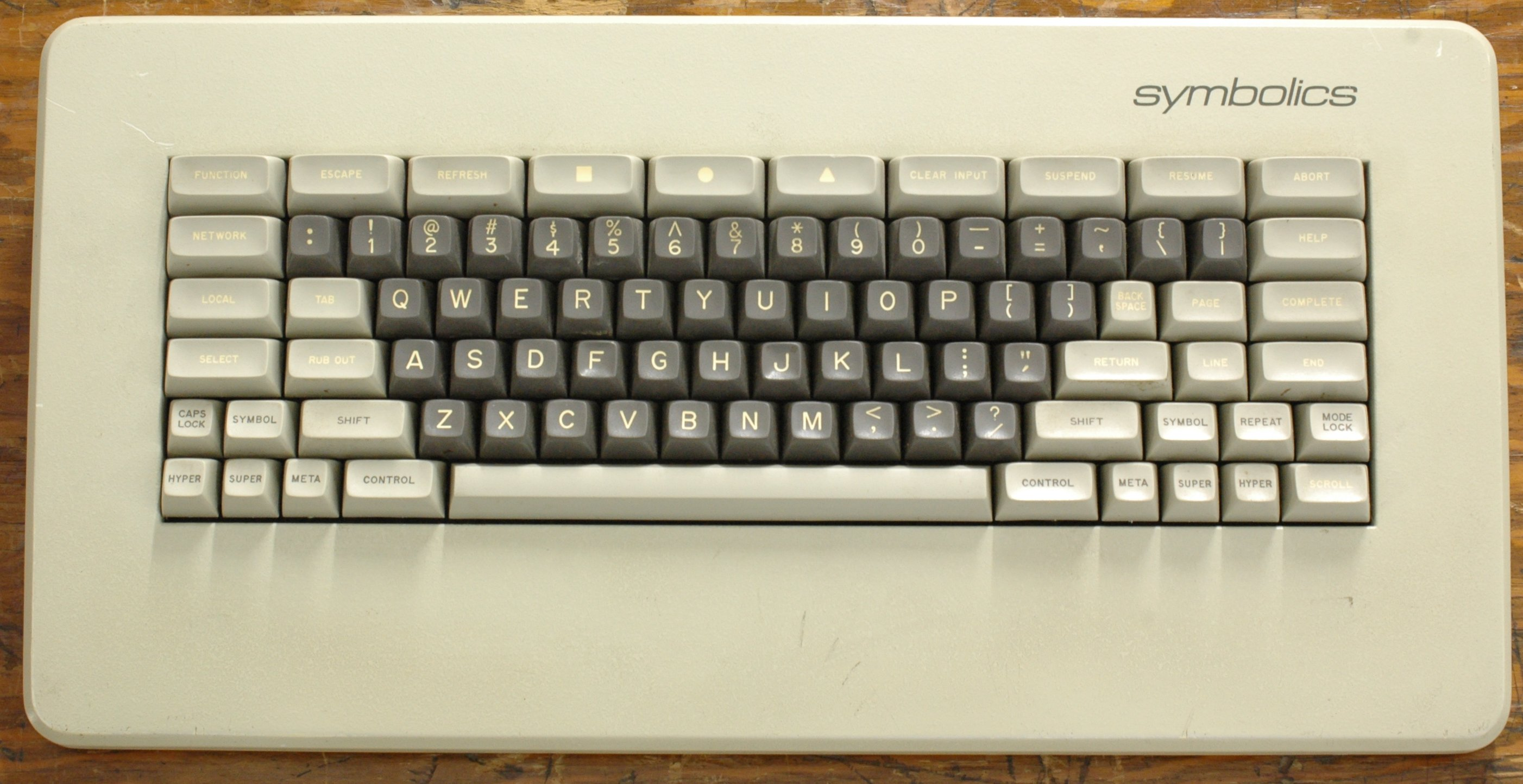
لوحة مفاتيح للسيمبوليكس 3600 يعمل تحت ليسب

يعد نطاق symbolics.com أقدم نطاق موقع تم تسجيله في تاريخ الأنترنت في 15 مارس 1985 في العالم بأسره 
سيمبوليكس تعتبر المحفز الأساسي الذي دفع ريتشارد ستولمن الثوري الأمريكي في مجال حريّة البرمجيات في بعث مشروعه جنو ، حيث بدأ مباشرتا في إدخال أكواد حواسيب سيمبوليكس في أكواده وتمرير أعماله مباشرة لمنافسي الشركة، لكن بعد عامين من العمل المضني والشاق اكتشف أنه ليس العمل المناسب لمساعدة الناس على العمل على البرمجيات الحرة ولكن بإطلاق مشروع جنو وإطلاق حركة البرمجيات الحرة 

## روابط
- أول موقع في التاريخ